# Adnane Tighadouini
Adnane Tighadouini (Ede, 30 ottobre 1992) è un ex calciatore olandese naturalizzato marocchino, di ruolo attaccante.

## Carriera

### Club
Nella stagione 2010-2011 ha giocato 2 partite in Eredivisie con il Vitesse. Nella stagione successiva gioca un'ulteriore partita nella massima serie olandese per poi passare in prestito al Volendam, giocando 9 partite in seconda serie.
Rientrato al Vitesse, per la stagione 2012-2013 è in prestito al Cambuur, sempre in seconda serie.
Nella stagione 2013-2014 è inizialmente al Vitesse con cui non gioca a causa di un infortunio ad una coscia; di conseguenza, a gennaio, passa al NAC Breda, in Eredivisie.

### Nazionale
Nel 2011 partecipa al campionato africano Under-23.

## Palmares

### Club

#### Competizioni nazionali
- Coppa dei Paesi Bassi: 1

Vitesse: 2016-2017